# Palača Gustava Capanema
Palača Gustava Capanema (portugalsko Palácio Gustavo Capanema), arhitekturno znana tudi kot stavba ministrstva za izobraževanje in zdravje, je vladna poslovna stavba v okrožju Centro v Riu de Janeiru v Braziliji. Kot prvi modernistični projekt v Braziliji je zgodovinsko pomemben za arhitekturni razvoj modernizma v Braziliji in je bil uvrščen na brazilski poskusni seznam Unesca.

## Zgodovina
Je eden najboljših primerov brazilske modernistične arhitekture iz 1930-ih, zasnovan v letih 1935 in 1936. Zasnovala ga je ekipa, ki so jo sestavljali Lúcio Costa (bodoči načrtovalec glavnega načrta modernistične prestolnice Brazilije Brasilia), skupaj z Affonsom Eduardom Reidyjem, Ernanijem Vasconcellos, Carlosom Leão, Jorge Machado Moreiro in Roberto Burle Marxom. Oscar Niemeyer, ki je kasneje postal najbolj znan brazilski arhitekt, je imel vlogo pripravnika v Costovem biroju. Skupina je k nadzoru projekta povabila priznanega švicarsko-francoskega modernističnega arhitekta Le Corbusierja. Gradnjo je začela vlada Getúlia Vargasa leta 1939 in je bila dokončana leta 1943, da bi nastanili novo brazilsko ministrstvo za izobraževanje in zdravje.
Leta 1960 se je glavno mesto države preselilo v Brasílio in stavba je postala regionalni urad ministrstva v Riu. Ministrstvo za šolstvo in zdravje je bilo od takrat razdeljeno na tri: Ministrstvo za šolstvo, Ministrstvo za zdravje in Ministrstvo za kulturo, vse v stavbi do danes.

## Arhitektura

### Opis
Stavba je poimenovana po avtorju in pedagogu Gustavu Capanemi, ki je bil prvi brazilski minister za izobraževanje. Stoji na naslovu Rua da Imprensa, 16, v središču mesta Rio v Castelu. Navdušen nad obliko zaliva Guanabara, je Corbusier predlagal, da bi stavbo postavili ob morju, namesto na notranji ulici v središču mesta, vendar je vlada to zavrnila.
Projekt je bil za tisti čas izjemno drzen. To je bila prva modernistična javna stavba v Ameriki in v veliko večjem obsegu kot vse, kar je do takrat zgradil Le Corbusier. Modernizem kot estetsko gibanje je imel velik vpliv v Braziliji in stavba, v kateri je bila pisarna, zadolžena za negovanje brazilske formalne kulture, je vključevala različne elemente gibanja. Uporabil je tudi lokalne materiale in tehnike, kot so azulejo, modro-bele glazirane ploščice, povezane s portugalsko kolonialno tradicijo, v sodobnih stenskih poslikavah.
Kljub temu, da gre za veliko poslovno stavbo s 15 nadstropji, ima struktura izrazito lahkotnost, saj je dvignjena 3 nadstropja nad pločnikom na stebrih z neoviranim dostopom z okoliških pločnikov in površin za pešce. Stavba zajema drzne barve in kontraste pravih kotov in tekočih krivulj, kot so steklasto modre ukrivljene strukture na strehi, ki skrivajo rezervoarje za vodo in stroje dvigal. Notranji betonski okvir je omogočil, da sta bili dve široki stranici stavbe v celoti iz stekla. Tropsko sonce na severnih steklenih stenah nadzirajo Corbusian brises-soleil (senčniki), ki so nastavljivi v sistemu, ki je bil prvi te vrste na svetu.
Modernistične tropske vrtove je uredil veliki krajinski arhitekt Roberto Burle Marx in je vključeval domorodne rastline Brazilije v rastlinsko paleto, edinstveno za tisti čas. Srednji strešni vrt je bil zasnovan tako, da ga je mogoče videti 'v tlorisu' iz številnih nadstropij pisarniških oken zgoraj. Med drevesi na tleh so bile veličastne kraljevske palme (Roystonea oleracea).
Stavba je vključevala tudi posebej naročena dela drugih brazilskih umetnikov. Najbolj opazne so poslikave zunaj in velike stenske poslikave v notranjosti Cândida Portinarija, enega najbolj znanih brazilskih slikarjev.

## Zgodovinski pomen

### Estetika
Stavba je še posebej pomembna v arhitekturni zgodovini Brazilije. Modernizem je dobil velik zagon kot pomembna estetika 'obračanja strani' od 'stare' Brazilije evropocentrične postkolonialne urbane občutljivosti in vsedržavne podeželske, nerazvite in obubožane ter konservativne podobe. Člani oblikovalske skupine so razvili edinstven brazilski moderni arhitekturni besednjak in ustvarili slog, ki je postal praktično uraden in prevladujoč v državi v 1980-ih.
Poleg Coste sta bila Oscar Niemeyer in Roberto Burle Marx v poznih 1950-ih in zgodnjih 1960-ih odgovorna za glavni načrt, arhitekturo in krajinsko zasnovo nove nacionalne prestolnice Brasilie. Burle Marx je zasnoval glavni načrt parka Flamengo (Aterro do Flamengo), modernističnega parka iz 1950-ih in velikega mestnega odprtega prostora ob zalivu Guanabara v Riu. Affonso Eduardo Reidy je zasnoval tamkajšnji Muzej moderne umetnosti – MAM (Museu de Arte Moderna, 1955), Burle Marx pa njegove vrtove.

### Politika
Palača Capanema je zanimiva in protislovna tudi v politični zgodovini. Le Corbusier in evropski modernistični arhitekti so oblikovali različne levičarske šole mišljenja, brazilsko modernistično gibanje pa je bilo prav tako levo usmerjeno, nekateri njegovi zagovorniki, kot je Oscar Niemeyer, pa so bili aktivni v brazilski komunistični partiji. Kljub temu je stavbo ministrstva dala zgraditi vlada iz 'Vargasove dobe', ki je leta 1930 s silo prevzela oblast in se leta 1937 premaknila bolj desno v popolno diktaturo. Getúlio Vargas, začasni predsednik in diktator od 1930 do 1945, je zapiral levičarje in kopiral elemente italijanskega fašizma pri njegovem poskusu ponovne ustanovitve Brazilije kot Estado Novo ali 'nove države'.
To je bilo ravno takrat, ko sta fašizem in diktatura v Evropi dosegla vrhunec in se je Vargas ubadal z zvestobo osi. Brazilija pa se je na koncu v drugi svetovni vojni postavila na stran zaveznikov. Palača Gustavo Capanema je bila dokončana sredi druge svetovne vojne (1943), ko so brazilske vojake pošiljali v Italijo, da bi se borili proti fašizmu. Modernistični spomenik padlim v drugi svetovni vojni (1960) v spomin na udeležbo in izgube Brazilije v vojni je v parku Flamengo.

### Unescov seznam
Stavbo je Brazilija leta 1996 dodala na svoj poskusni Unescov seznam svetovne dediščine, kar kaže na to, da namerava država slediti popolnemu vpisu v skladu s kulturnimi merili. Predložitev Unescovega začasnega seznama kaže, da je bila stavba prva modernistična stavba v Braziliji in da je vplivala na vse prihodnje modernistične projekte v državi.

## V popularni kulturi
Film
Obstaja posnetek postavitve prvega kamna stavbe, ki naj bi ga posnel Humberto Mauro, najpomembnejši brazilski filmski ustvarjalec tistega časa. V teh prizorih je minister Gustavo Capanema prikazan med govorom. Med drugim sta vidna tudi modernistični pesnik Carlos Drummond de Andrade, pomočnik Capaneme in intelektualka Roquette Pinto.
Posnetek je trenutno shranjen v arhivu CTAv - Centro Técnico Audiovisual (Avdiovizualni tehnični center) v Riu de Janeiru. Uvrščen je bil v celovečerni dokumentarni film Pampulha or an invenção do mar de Minas v režiji Oswalda Caldeire.
Publikacije
Stavba, ki se običajno imenuje stavba Ministrstva za izobraževanje in zdravje, je bila predmet številnih mednarodnih arhitekturnih in krajinsko arhitekturnih raziskav ter fotocentričnih knjig o brazilskem modernizmu ter o delih Lucia Coste, Roberta Burleja Marxa in Oscar Niemeyer.